# Kókjo

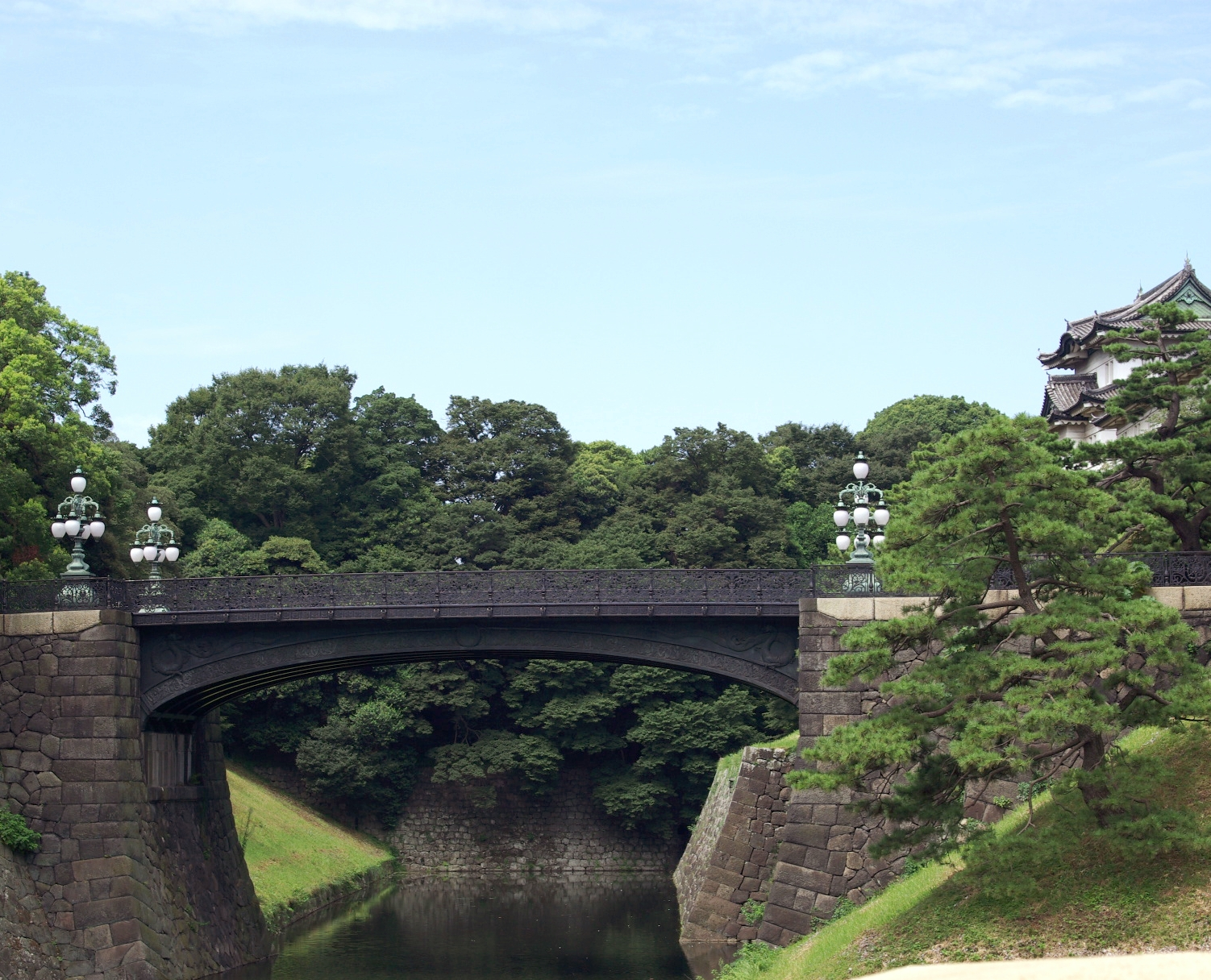
Most Nidžúbaši u Císařského paláce

Kókjo (japonsky 皇居) je japonský císařský palác v tokijské čtvrti Čijoda. Po svržení šógunátu a reformách Meidži se císařský dvůr přesunul z Kjóta do Tokia. Hrad Edo, původně pevnost šógunů rodu Tokugawa, se stal sídlem japonského císaře. Od roku 1888 do roku 1948 se sídlo nazývalo Kjudžó (palácový hrad), dnes prostě jen Kókjo (císařský palác).
Během druhé světové války byl hrad zcela zničen spojeneckými bombardéry, ale do roku 1968 byl znovu vystavěn v původním stylu. Jedinou stavbou, která se dochovala z původního paláce, je most Nidžúbaši.
Palác je veřejnosti nepřístupný, výjimkou jsou Východní zahrady otevřené pro turisty po celý rok. Vnitřní palác se otevírá veřejnosti pouze na dva dny v roce – na Nový rok 2. ledna) a císařovy narozeniny (23. února).
Zahrady císařského paláce se staly součástí tratí maratonu a chůze na Letních olympijských hrách 2020.

## Galerie

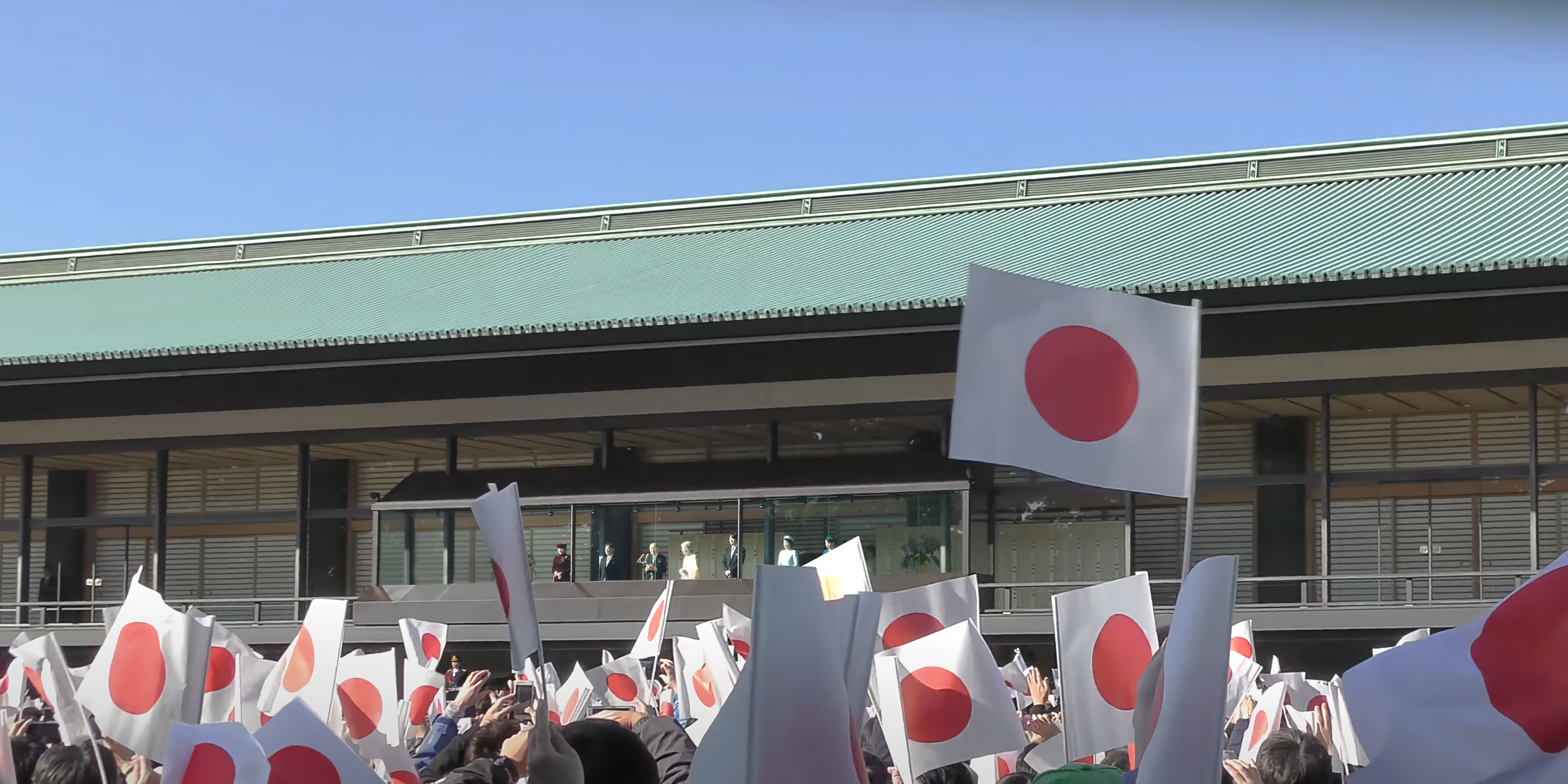
Císař Akihito se připravuje pozdravit mávající dav v Císařském paláci při oslavě svých narozenin 23. prosince 2017.
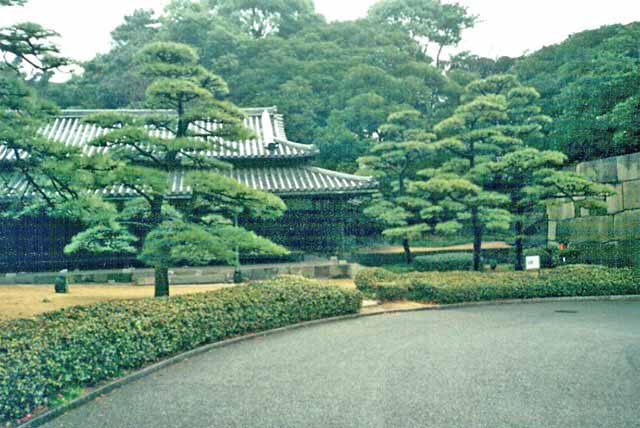
Zahrady Císařského paláce
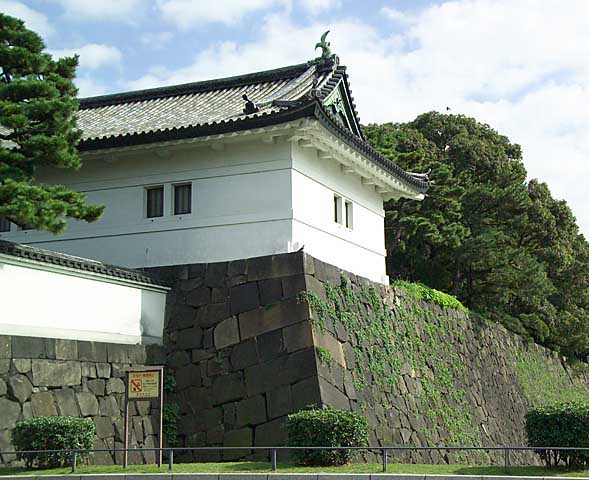
Obranná zeď nad hradním příkopem, který obklopuje Kókjo
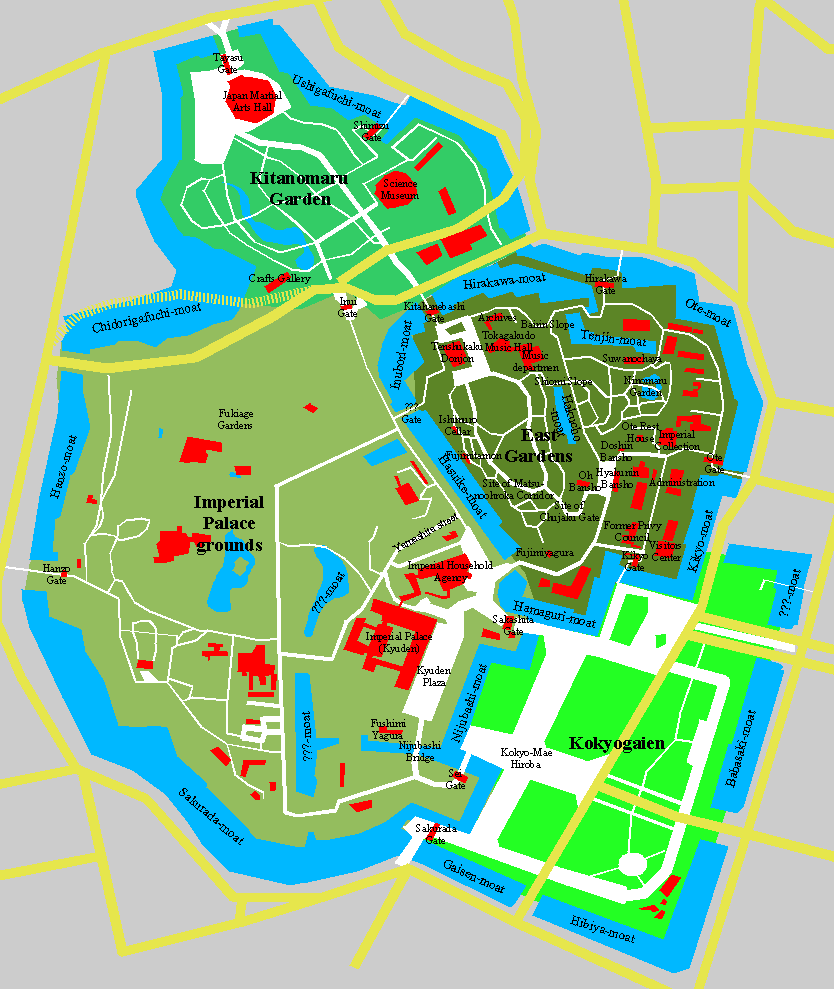
Mapa Císařského paláce